# Русский язык Одессы
Ру́сский язы́к Оде́ссы — региональный (территориальный) вариант русского литературного языка, сформировавшийся при значительном историческом влиянии средиземноморских языков, с субстратом языка идиш и украинского языка, распространённый среди жителей Одессы.
Существует несколько точек зрения на лингвистический статус речи коренных жителей Одессы: помимо регионального варианта русского языка, он рассматривается также как городское койне (Н. Б. Мечковская, Е. Н. Степанов), одна из разновидностей еврейских языков (А. Вершик) или как смешанный язык. В связи с массовой эмиграцией евреев из Одессы утратил многие характерные языковые черты и вытесняется в настоящее время русским и украинским литературными языками. Отражён как в художественной литературе — в частности, в «Одесских рассказах» Исаака Бабеля; так и в драматургии — в пьесе «Интервенция» Льва Славина; в кинематографе — в частности, в фильмах Киры Муратовой, в телесериалах «Ликвидация» и «Мурка», в фильме «Улыбка Бога»; и в песенном творчестве — в репертуаре Леонида Утёсова, Феликса Шиндера, Марка Бернеса, Аркадия Северного, хора Турецкого, Григория Дикштейна, Александра Розенбаума; в разговорном жанре — в сатирических миниатюрах Аркадия Райкина, Михаила Жванецкого, Романа Карцева, Клары Новиковой; в фольклоре. Является одним из источников уголовного жаргона.

## Обзор

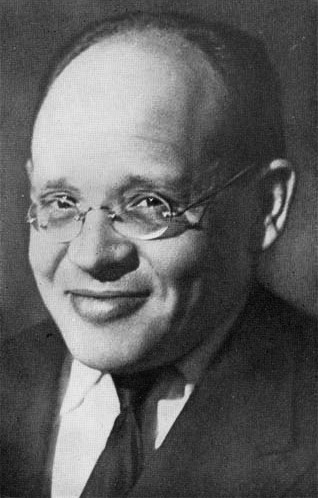
Исаак Эммануилович Бабель

В Одессе говорили преимущественно на русском языке, но имеющем особенности, связанные с влиянием других языков. Слова чаще всего не заимствовались полностью, они изменяли как словесную форму, так и смысловое содержание.
Одной из характерных фонетических особенностей тогда являлась замена на [и] ударного [ы] в многосложных словах: риба, криса, миши, подвипивший, користный, вибраться, пригать и т. д.

## История
Появился в первой трети XIX века, когда на речь Одессы оказывали сильное влияние особенности французского, греческого, итальянского, украинского языков. В течение XIX века усилилось влияние языка идиш в связи с ростом еврейского населения. В XX веке, благодаря эстраде и СМИ, специфический одесский выговор и местные выражения (для языка характерны в т. ч. спунеризмы) стали известны за пределами Одессы.
«Таков одесский язык, начинённый языками всего мира, приготовленный по-гречески, с польским соусом. И одесситы при всём этом уверяют, будто они говорят „по-русски“…», — В. Дорошевич.
В настоящее время одесские «жаргонизмы» всё меньше встречаются в обыденной жизни. Вероятно, на это повлиял большой отток еврейской части населения (в США и Израиль) до и после распада СССР.